# Iodofenolo O-metiltransferasi
La iodofenolo O-metiltransferasi è un enzima appartenente alla classe delle transferasi, che catalizza la seguente reazione:
S-adenosil-L-metionina + 2-iodofenolo ⇄ S-adenosil-L-omocisteina + 2-iodofenolo metil etere